# Artibeus incomitatus
Genre
Espèce
Statut de conservation UICN

 CR B2ab(iii) : 
En danger critique
L'Artibée solitaire (Artibeus incomitatus), une espèce de chauve-souris frugivore. Elle est endémique de l'île d'Escudo de Veraguas sur la côte nord de Panama.